# Cmentarz żydowski w Ziębicach
Cmentarz żydowski w Ziębicach – kirkut społeczności żydowskiej położony na południe od centrum Ziębic, przy ul. Piaskowej. Został założony w 1814. Zajmuje powierzchnię 0,2 ha. Nekropolia jest otoczona niekompletnym murem. Główne wejście prowadzi poprzez zrujnowany dom przedpogrzebowy. Na terenie cmentarza zachowało się około 130 macew, z których część jest przewrócona. Najstarsza zachowana macewa pochodzi z 1814. W 2005 przeprowadzono prace porządkowe.

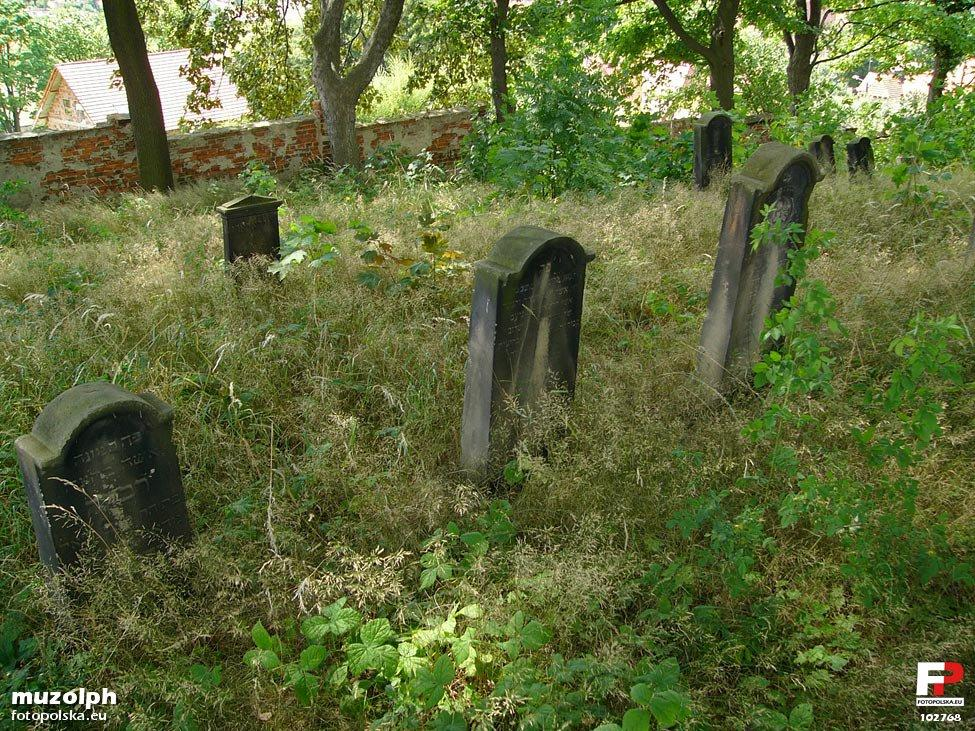
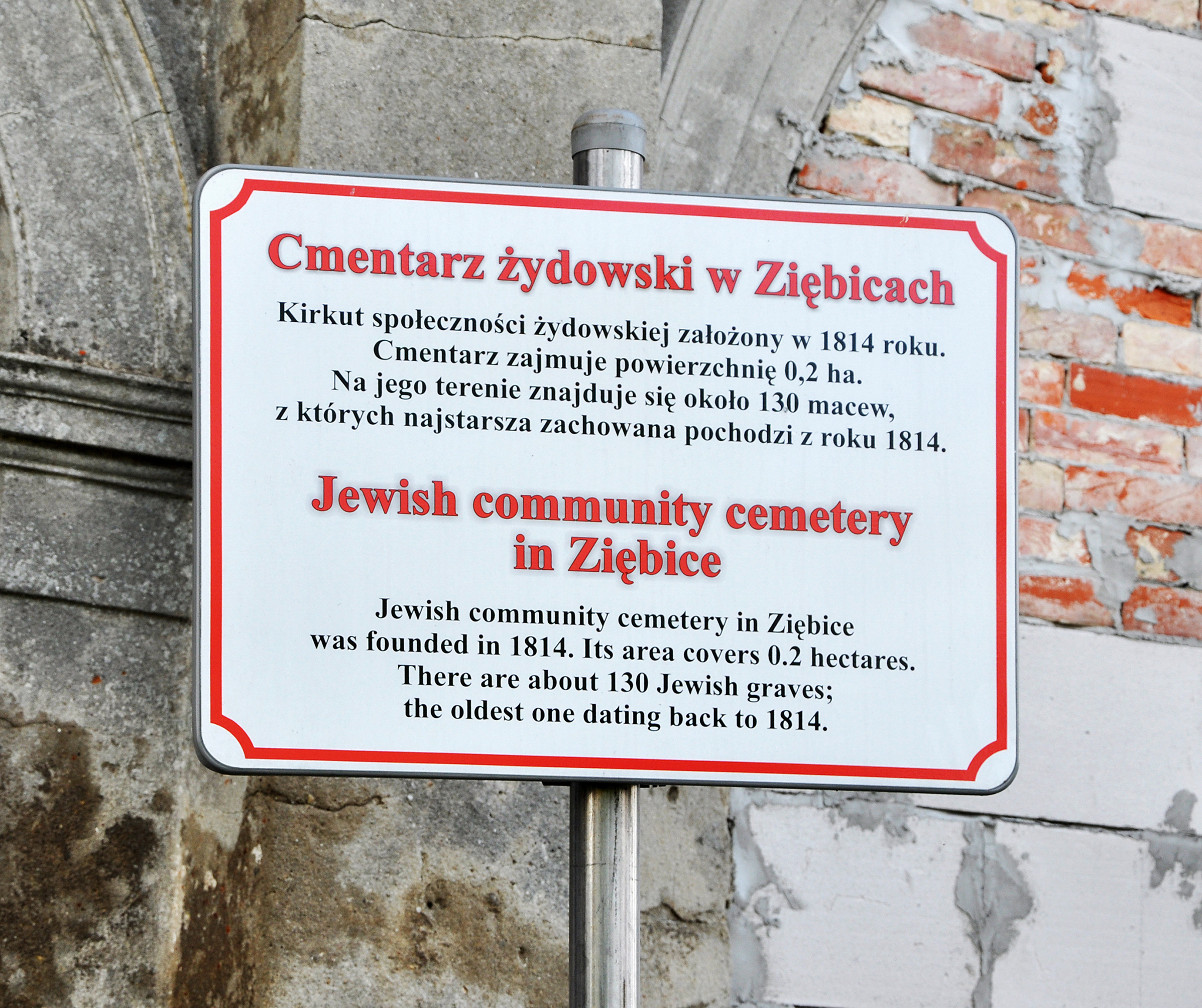
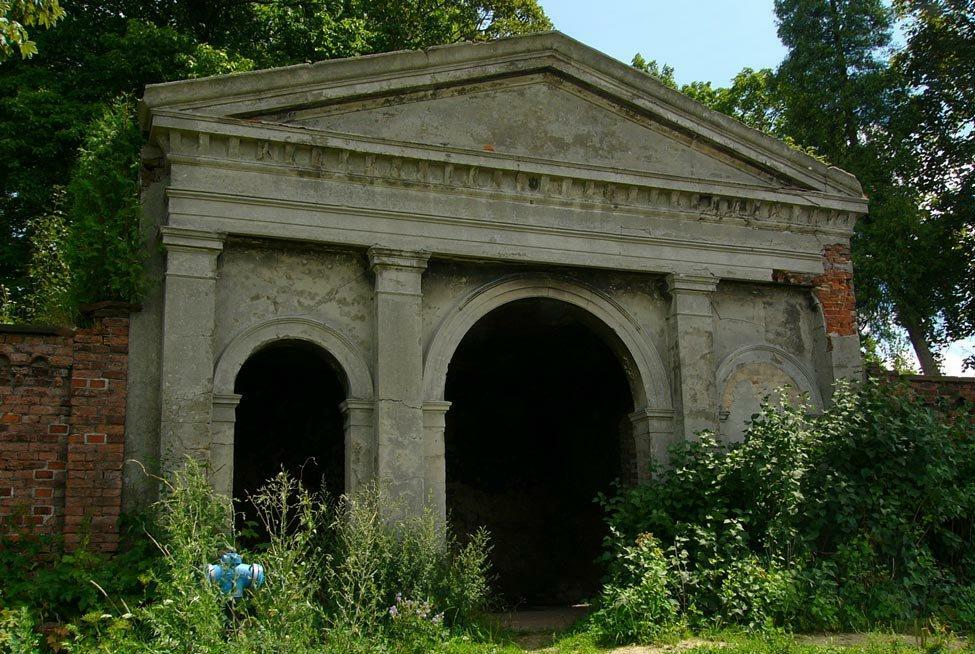